# Demokratischer Frieden
Der Begriff Demokratischer Frieden entstammt der Politikwissenschaft und entwirft die Hypothese, dass Kriege zwischen demokratischen Staaten nicht (bzw. statistisch signifikant seltener als zwischen nichtdemokratischen oder gemischten Staatenpaaren) stattfinden. Die durch empirische Befunde gestützte Theorie wird teilweise auch als das einzige empirische Gesetz der Internationalen Beziehungen bezeichnet. Allerdings werden für diese Theorie mögliche Gegenbeweise oder Ausnahmen angeführt, wie beispielsweise der Kargil-Krieg oder der Libanonkrieg 2006.
Die Theorie lässt sich in ein normatives Postulat und ein analytisches Forschungsprogramm unterteilen: Normativ entwickelt die Vorstellung eines Demokratischen Friedens ein Postulat nach einem weltweiten Mehr an demokratischen Staaten durch Demokratisierung, mit der Begründung so zur Befriedung der internationalen Beziehungen beizutragen. Analytisch beschäftigt sich die Wissenschaft mit Ausarbeitung, Präzisierung und Verifikation bzw. Falsifikation der Hypothese und beleuchtet dabei ausführlich auch die Widersprüchlichkeit der demokratischen Friedenstheorie: Während Staaten rein demokratischer Staatengruppen nämlich tatsächlich untereinander friedlich zu interagieren scheinen, verfolgen sie gegenüber Nicht-Demokratien offenbar durchaus auch aggressive Außenpolitiken; – bis hin zum Krieg. Gesprochen wird darum von einem zwiespältigen „Doppelbefund“: Demokratischer Frieden und „Demokratische Kriege“ existieren nebeneinander.

## Terminologie und Definitionen
Um die Theorie des Demokratischen Friedens empirisch überprüfen zu können, müssen die verwendeten Begriffe Demokratie und Frieden bzw. Krieg operationalisiert werden. Die Operationalisierungen können sich je nach wissenschaftlichem Ansatz und Autor teilweise erheblich unterscheiden. Ein Hauptkritikpunkt durch Vertreter des Realismus ist deswegen der Vorwurf, die Begriffe seien so vercodet, dass nur das gewünschte Ergebnis zu erwarten sei.

Weltkarte nach Freedom in the World 2023:
frei
teilweise frei
nicht frei

Der Demokratieindex 2023 von The Economist als Weltkarte. In der Farbskala steht dunkelblau für „sehr demokratisch“ (vollständige Demokratien) und dunkelrot für „sehr diktatorisch“ (autoritäre Regime).

Zur Messung der unabhängigen Variablen Demokratie werden dichotome sowie skalenbasierte Indizes verwendet. Beispiele sind Freedom House und die Polity I-IV Studien.
Für die Definition von Kriegen und militärischen Konflikten werden oft die Datensätze des Correlates-of-War-Projektes des Politikwissenschaftlers J. David Singer herangezogen. In Anknüpfung an Gewalt als notwendige Bedingung des Krieges nutzen Singer und Small zwei zentrale Kriterien zur Definition: die Anzahl der Todesopfer durch kriegerische Handlungen sowie der Status bzw. die Fähigkeit der Konfliktakteure einen Krieg systematisch und organisatorisch auf längere Sicht führen zu können. Auf Basis dieser Annahmen definiert sich Krieg als längerfristig anhaltender Kampf zwischen organisierten bewaffneten Armeen, die zu mindestens 1000 Todesopfern innerhalb der letzten 12 Monate führten.

## Forschungsgeschichte

### Staatstheoretische und Philosophische Grundlagen

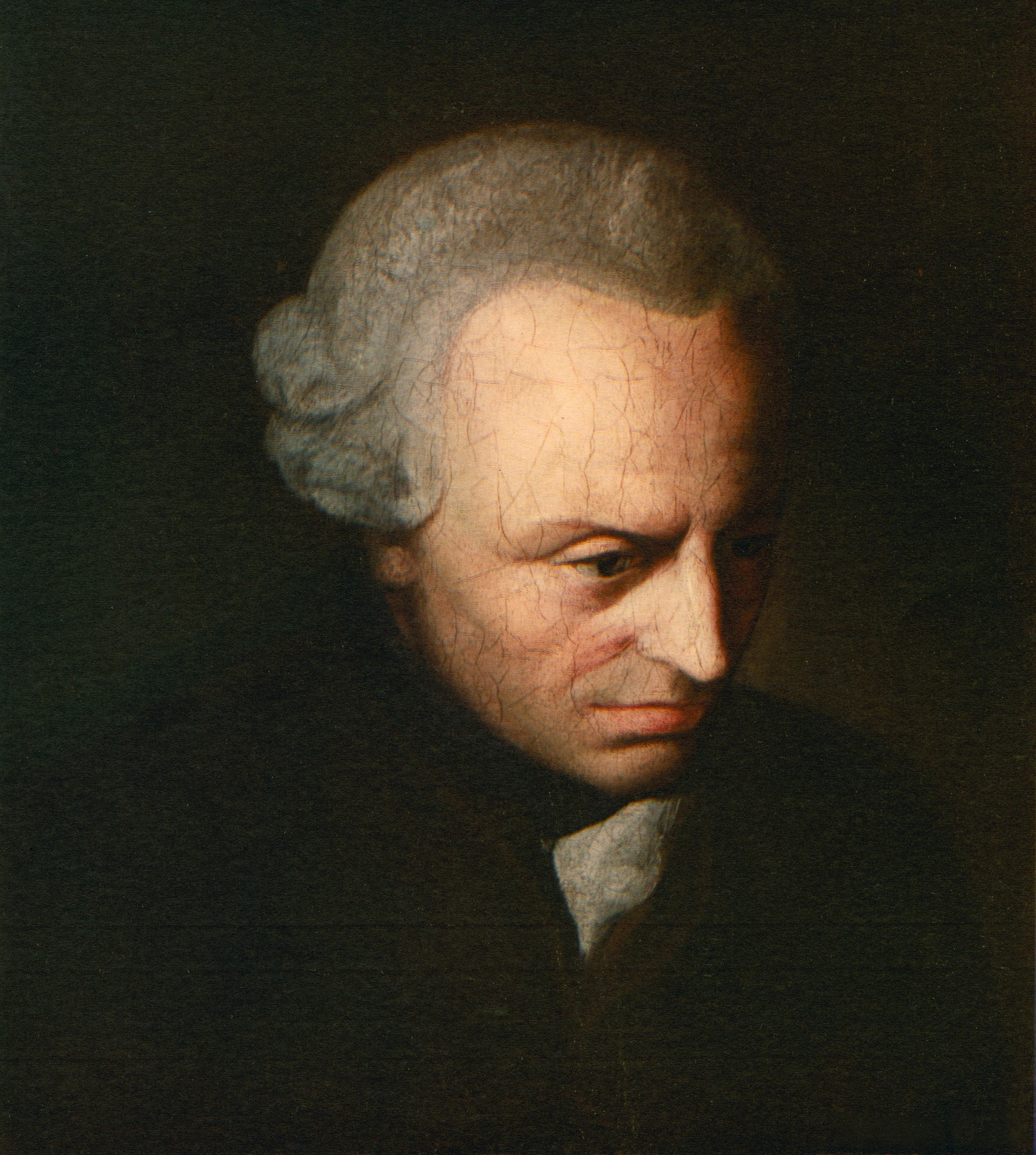
Immanuel Kant legte mit seinem Werk Zum ewigen Frieden eine philosophische Grundlage für den Demokratischen Frieden

Der Zusammenhang zwischen Herrschaftsform und Frieden wurde schon von Niccolò Machiavelli und Montesquieu erörtert. Beide sahen die Gleichverteilung von Werten als Grund dafür, dass von Republiken keine Gewalt ausgehen würde. Im Gegensatz zu dieser auf den Einzelstaat bezogenen (monadischen) Argumentation verfolgte der Abbé de Saint-Pierre in seinem durch Jean-Jacques Rousseau 1761 bekannt gemachten Plan des Ewigen Friedens einen auf die Interaktion mehrerer Staaten bezogenen Ansatz: eine internationale Organisation solle den Rahmen für wechselseitige Sicherheitsgarantien an alle Staaten bieten.
Als philosophische Hauptgrundlage der demokratischen Friedenstheorie wird meist Immanuel Kants Schrift Zum ewigen Frieden herangezogen. Kant entwickelt dort den Gedanken, dass Kriege zwar möglicherweise im Interesse von keiner Rechtfertigungspflicht unterliegenden politischen Machthabern seien (Kant: „Fürsten“), nicht aber im Interesse von Staatsbürgern, die im Kriegsfall weitaus kostspieligere Ressourcen, zum Beispiel ihr Leben oder ihr Eigentum, riskieren müssten. Daraus folgt für ihn, dass ein Staat, in dem die außenpolitischen Entscheidungen von der Mehrheit der Staatsbürger nach ihrer Interessenlage beeinflusst werden könnten, aus dem Eigeninteresse der Bürger heraus tendenziell eine friedliche und kriegsvermeidende Außenpolitik betreiben würde.
Als zweite notwendige Bedingung für den Ewigen Frieden postulierte Kant einen Friedensbund (foedus pacificum) als ständiges zwischenstaatliches Vertragssystem der republikanischen Staaten untereinander.

### Empirische Forschung
Der Erste, der den Gedankengang Kants mit theorietestender empirischer Forschung verband, war der amerikanische Kriminologe Dean Babst. 1963 publizierte er in der eher wenig bekannten sozialwissenschaftlichen Zeitschrift The Wisconsin Sociologist einen sechsseitigen Aufsatz, in dem er die These aufstellte, dass frei gewählte Regierungen unabhängiger Staaten keine Kriege gegeneinander führen würden. Grundlage für seine Behauptung waren die aus Quincy Wrights A Study of War (1941) entnommenen Daten über Kriege und kriegführende Nationen; seine Erklärung orientiert sich an der Theorie Immanuel Kants. Neben einigen Grenzfällen ging Bapst insbesondere auf die beiden Weltkriege ein, um die statistische Signifikanz seiner These nachzuweisen. Dieser Aufsatz wurde, ebenso wie eine leicht veränderte Neuauflage 1972, anfangs kaum beachtet.
Im Laufe diverser empirischer Forschungsarbeiten fand der Befund jedoch verbreitete Beachtung und 1988 bezeichnete der Politikwissenschaftler Jack Levy ihn erstmals als ein „empirisches Gesetz in den Internationalen Beziehungen“. Er wurde Anknüpfungspunkt zahlreicher Forschungsarbeiten und einer umfangreichen Diskussion, die bis heute bei weitem nicht abgeschlossen ist und zu einem „kaum noch zu überblickendem Forschungsfeld“ wurde.

## Erklärungsansätze
Der ursprünglichen Kant’schen Erklärung steht der empirische Befund gegenüber, dass Demokratien durchaus Kriege gegen Nicht-Demokratien beginnen. Der Begriff des Demokratischen Friedens behauptet daher im Allgemeinen keine generelle und einseitige Friedfertigkeit von Demokratien – es gibt in der Politikwissenschaft nur wenige Vertreter dieser monadischen Sicht des Demokratischen Friedens. Die demokratische Friedenstheorie betont hingegen überwiegend, dass Demokratien nur dyadisch, also untereinander ein besonderes und friedfertiges Verhalten an den Tag legen, nicht aber im Verkehr mit nichtdemokratischen Staaten.
Die Wissenschaft steht demnach vor der Herausforderung, diesen empirischen Doppelbefund eines Friedens allein zwischen Demokratien, verbunden mit demokratischen Kriegen gegen Nichtdemokratien zu erklären. Im Allgemeinen werden für dieses paradoxe Verhalten mindestens drei getrennte Erklärungsstränge angeführt: strukturell-institutionelle Erklärungsversuche, kulturell-normative und sozial-konstruktivistische Erklärung.

### Strukturell-Institutionelle Deutungen
Strukturell-institutionelle Erklärungsansätze gehen davon aus, dass die zeitaufwendigen Entscheidungsverfahren innerhalb demokratisch verfasster Staaten eine schnelle Eskalation verzögern, so dass friedliche Lösungsmöglichkeiten eines Konfliktes länger im Blickfeld der Akteure verbleiben und letztendlich gewählt werden.
Ergänzen lässt sich dieser Ansatz mit der Vorstellung, dass internationale Institutionen noch dazu beitragen, Konflikte zu deeskalieren. Denn die international weiter verlängerten Entscheidungspfade ermöglichen es unüberlegte Fehlentscheidungen aufzufangen und abzudämpfen, so dass mittels Kommunikation und Einbezug verschiedener innergesellschaftlicher Akteure und Politikfelder eine friedliche Lösung gefunden werden kann.
In der Schwerfälligkeit und Komplexität der Entscheidungsprozesse bezieht dieser Erklärungsstrang auch die institutionalisierte politische Partizipation der Bürger ein, die, wie bereits Kant betonte, sich in der Regel gegen einen Krieg entscheiden würden und deren Beteiligung darum eskalationsverzögernd wirkt.

### Kulturell-normative Deutungen
Der zweite Erklärungsstrang, nämlich der kulturell-normative, betont hingegen, dass Demokratien ihre demokratischen Normen und ihre Konfliktlösungsmodi externalisierten und dass sie daher ihrem Gegenüber mit Respekt und Vertrauen begegnen. Allerdings erweist sich auch dieser Erklärungsstrang als defizitär, da er – wie auch der strukturell-institutionelle – lediglich eine genuine Friedfertigkeit von Demokratien zu erklären vermag. Sie können beide nicht den empirischen Doppelbefund erklären, nämlich den, dass Demokratien zwar miteinander friedlich interagieren, dass sie aber zugleich gegenüber Nicht-Demokratien ebenso gewaltgeneigt sind wie Nicht-Demokratien selbst.

### Sozial-konstruktivistische Deutungen
Konstruktivistische Deutungen sehen die Friedlichkeit von Demokratien untereinander nicht in der demokratischen Qualität demokratischer Staaten und ihrer Routinen oder friedenswilligen Bürger begründet, sondern in ihrer gegenseitigen – partiell willkürlichen – Wahrnehmung als ähnlich oder gleichartig. Demokratien nähmen manche Staaten als andere Demokratien und damit als Teil einer In-Group wahr, während sie wiederum weitere Staaten als grundsätzlich andersartige Nicht-Demokratien „konstruierten“ und so die Welt durch Feindbilder und Freundesbilder für sich ordneten.
In dieser konstruktivistischen Herstellung von Perzeption liegt eine potentielle Uneindeutigkeit und Willkürlichkeit – jenseits des kantianischen Optimismus. „Demokratische Kriege“ werden psychologisch durch die Perzeptionsprozesse von Staaten erklärbar, die sich selbst als demokratisch einordnen, andere hingegen als nichtdemokratisch klassifizieren.

### Kombinationsmöglichkeiten und andere Ansätze - Kapitalistischer Frieden
Die dargestellten Erklärungsstränge lassen sich – um Defizite der Einzelerklärungen durch deren „Interaktion“ miteinander zu reduzieren – kombinieren.
Daneben gibt es auch innerhalb des liberalen Forschungsparadigmas Ansätze, die eigentliche Erklärung für den Demokratischen Frieden nicht in der Demokratie selbst, sondern in deren regelmäßiger Verbindung mit ökonomischer Interdependenz und kapitalistischer Marktordnung zu suchen. Diese Vorstellung eines Kapitalistischen Friedens geht über den Ansatz der demokratischen Friedenstheorie sogar noch hinaus, da für ihre Vertreter wirtschaftliche Verzahnung zwischen Marktgesellschaften auch dann friedensförderliche Wirkungen haben kann, wenn diese nicht (oder nur teilweise) demokratisch verfasst sind. Diese Vorstellung eines Friedens durch Marktaustausch wurde allerdings nicht generell bzw. nur unter Einschränkungen als plausibel angesehen, und der Russische Überfall auf die Ukraine 2022 widerspricht der Annahme auch deutlich.

## Verortung in der Theorielandschaft
Das Theorem des Demokratischen Friedens wird innerhalb der Theorien der Internationalen Beziehungen als subsystemischer Ansatz dem Paradigma des Liberalismus zugeordnet.
Im Gegensatz zum klassischen Realismus oder Neorealismus zeichnen sich liberale Ansätze dadurch aus, Kausalität für Frieden oder Krieg nicht primär auf der zwischenstaatlichen Ebene zu suchen, sondern den Fokus auf die innerstaatliche Verfasstheit der Konfliktparteien zu richten. Sie erklären Politikergebnisse auf internationaler Ebene folglich mit der innersystemischen Verfasstheit der jeweils beteiligten Staaten. Liberal angesetzt kann die außenpolitische Friedlichkeit von Staatenkonstellationen also im Fall des Demokratischen Friedens mit Verweis auf die erreichte Demokratisierungsqualität der politischen Systeme erklärt werden.
Politikerklärungen des Demokratischen Friedens können zwei grundlegende Handlungslogiken verwenden: das Modell des homo oeconomicus sowie das des homo sociologicus. Im ersteren Fall erklären Autoren den Demokratischen Frieden auf Basis des Rational-Choice-Modells (Bürger, die Krieg aus Kostengründen ablehnen, Politiker, die die Abwahlmöglichkeit der Bürger zur Grundlage ihres Machterhaltes machen und darum aus Eigeninteresse auf Kriege verzichten), im zweiten Fall wird auf institutionalisierte und automatisch ablaufende Werte und Handlungsroutinen innerhalb demokratischer Staaten verwiesen.
In der deutschen Politikwissenschaft beschäftigt sich insbesondere das Leibniz-Institut Hessische Stiftung Friedens- und Konfliktforschung (HSFK) in Frankfurt am Main mit dem Thema des Demokratischen Friedens. Darüber hinaus arbeiten der Tübinger Politologe Andreas Hasenclever sowie Christopher Daase im Rahmen des Exzellenzclusters „Herausbildung Normativer Ordnungen“ an der Goethe-Universität Frankfurt am Main zum Thema.
Auch die Historische Friedensforschung befasst sich mit der Untersuchung dieser Theorie.

## Historische Entwicklungen

Diese Animation der Weltkarte zeigt die grobe zeitliche Entwicklung der Staaten nach Herrschaftsformen und Regierungssystemen von 1816 bis heute. Die Karte orientiert sich am Polity Index, der zwischen Demokratien, Autokratien und Anokratien unterscheidet. Bei einigen Staaten gibt es erhebliche Abweichungen zu den Studien Freedom in the World von Freedom House und dem Demokratieindex von The Economist. Es werden die Staatsgebiete von heute zugrunde gelegt.

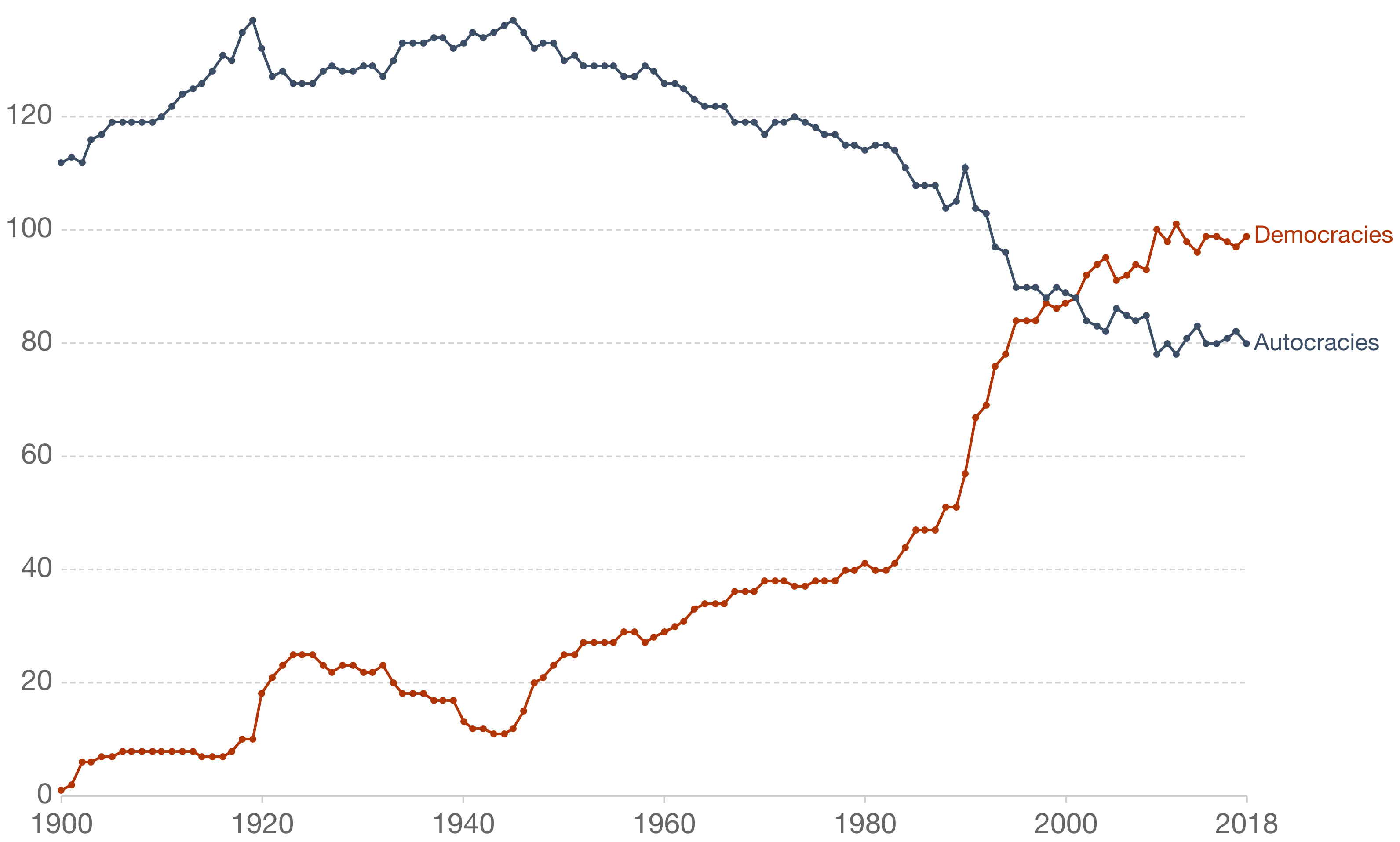
Anzahl von Autokratien und Demokratien im zeitlichen Verlauf

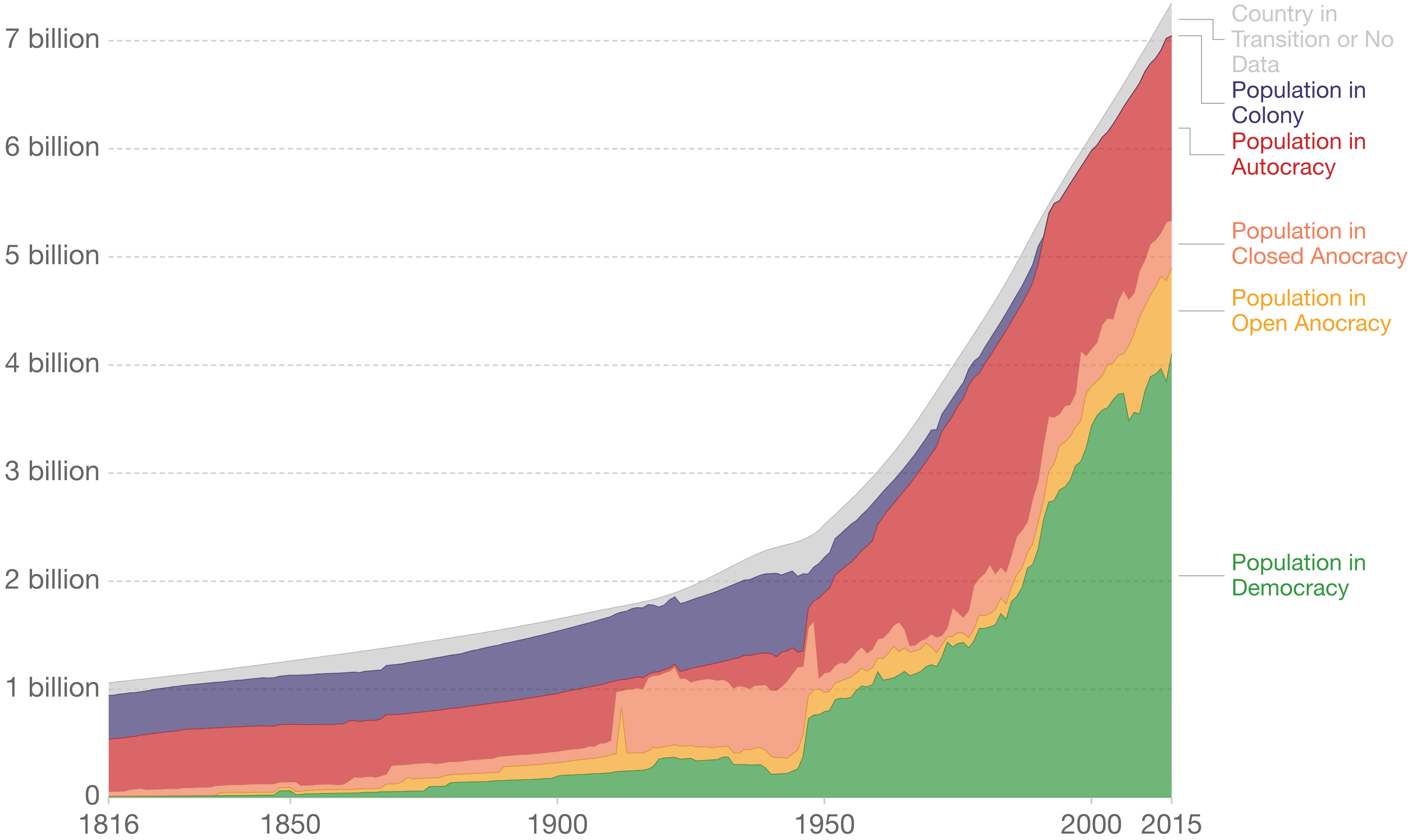
Grafische Darstellung der Weltbevölkerung nach Herrschaftsformen und Regierungssystemen

Laut dem Demokratieindex 2021 von The Economist leben 45,7 % der Weltbevölkerung in einer Demokratie, 37,1 % hingegen in einer Diktatur.
Staaten, die im späten 18. Jahrhundert und im 19. Jahrhundert als Folge der politischen Aufklärung in Europa einige demokratische Prinzipien durchgesetzt haben, darunter die Dreizehn Kolonien im damaligen British America, die heute zu den Vereinigten Staaten gehören, das Vereinigte Königreich Großbritannien und Irland und auch die Dritte Französische Republik, werden nach heutigen Maßstäben nicht als vollgültige Demokratien angesehen.

### Vertreter des strukturell-institutionellen Ansatzes
- John R. Oneal / Bruce Russett: The Kantian Peace: The Pacific Benefits of Democracy, Interdependence, and International Organizations. In: World Politics. A Quarterly Journal of International Relations, Vol. 52, No. 1, 1999, 1–37.
- Bruce Russett: Grasping the Democratic Peace. Principles for a Post-Cold War World. New Jersey: Princeton University Press, 1993.

### Vertreter des konstruktivistischen Ansatzes
- Ido Oren: The Subjectivity of the „Democratic“ Peace. Changing U.S. Perceptions of Imperial Germany. In: International Security, Vol. 20, No. 2, 1995, 147–184.
- Mark Peceny: A Constructivist Interpretation of the Liberal Peace: The Ambiguous Case of the Spanish-American War. In: Journal of Peace Research, Vol. 34, No. 4, 1997, 415–430.
- Margaret G. Hermann & Charles Jr. Kegley: Rethinking Democracy and International Peace: Perspectives from Political Psychology. In: International Studies Quarterly, Vol. 39, No. 4, 1995, 511–533.
- Charles W. Kegley & Margaret G. Hermann: The Political Psychology of „Peace through Democratization“. In: Cooperation and Conflict, Vol. 30, No. 1, 1995, 5–30.

### Kritiker des Demokratischen Friedens
- Christopher Layne: Kant or Cant: The Myth of the Democratic Peace. In: Internationale Security, Vol. 19., No. 2, 1994, 5–49.
- Sebastian Rosato: The Flawed Logic of Democratic Peace Theory. In: American Political Science Review, Vol. 97, No. 4, 2003, 585–602.
- David E. Spiro: The Insignificance of the Liberal Peace. In: International Security, Vol. 19, No. 2, 1994, 50–86.